# Передня мозкова артерія
Передня мозкова артерія (лат. a. cerebri anterior) — парна кровоносна судина, що відходить від внутрішньої сонної артерії та кровопостачає головний мозок.

## Анатомія
Передня мозкова артерія відходить від внутрішньої сонної артерії та прямує вперед і медіально, утворюючи короткий анастомоз (1-2 мм) з передньою мозковою артерією протилежного боку, що має назву передня сполучна артерія (a. communicans anterior). Після анастомозу права та ліва передні мозкові артерії йдуть вперед та паралельно одна одній, огинаючи коліно мозолистого тіла. Досягнувши медіальної поверхні півкуль головного мозку, передня мозкова артерія йде до потиличної частки.

## Кровопостачання
Передня мозкова артерія кровопостачає медіальні ділянки півкуль до рівня тім'яно-потиличної борозни, ділянку верхньої лобної звивини, ділянку тім'яної частки, а також ділянки нижніх медіальних відділів очноямкових звивин.